# Quarteto 1111
Quarteto 1111 est un groupe de rock progressif portugais, originaire d'Estoril. Ils se séparent en 1977, date après laquelle certains membres formeront ensuite le groupe Green Windows. 

## Biographie
Premier groupe de rock portugais[réf. nécessaire], Quarteto 1111 est formé en 1967 à Estoril. Pendant son existence, le groupe est très inspiré par les Beatles (auxquels ils ont rendu hommage avec le morceau Ode to the Beatles,) et Shadows. Mais pendant un temps, il est censuré par le gouvernement dictatorial de l'époque.
Le premier EP, A Lenda de El-Rei D. Sebastião, est le premier album du genre en portugais d'après l'émission Em Órbita de Rádio Clube Português. Les autres albums du groupe seront de la même veine. En 1968, ils participent au festival RTP da Canção, jouant Balada para D. Inês et finissent 3e.
Mário Rui Terra remplace Jorge Moniz Pereira, et le groupe publie le single single Meu Irmão / Ababilah, et l'année suivante deux autres œuvres sont publiées dans le même format (Nas Terras do Fim do Mundo et Génese/Monstros Sagrados). À cette période, le groupe se confronte à des problèmes de censure, à cause de leurs morceaux politiques et contestataires. En 1970, le premier album studio du groupe, simplement intitulé Quarteto 1111, est publié. Cet album est retiré du marché, par le Comité de censure, en raison de morceaux comme Lenda de Nambuangongo et Pigmentação. Toujours en 1970, Tozé Brito, de Pop Five Music Incorporated, remplace Mário Rui Terra. Peu après, le groupe commence à chanter en anglais. 
En 1971, le groupe se produit au Festival Vilar de Mouros. Un an plus tard, l'occasion se présente d'enregistrer en Angleterre les morceaux qu'ils avaient interprétées en live au Festival dos Dois Mundos de Lisbonne. C'est ainsi que Green Windows, qui est un groupe plus soft que le Quartet 1111, cohabite.
En 1973, le Quatuor 1111 enregistre, avec Frei Hermano da Câmara, l'album Bruma Azul do Desejado. Le groupe se sépare en 1977. Il se regroupe occasionnellement jusqu'en 2008.

## Membres
- José Cid - voix, claviers
- Miguel Artur da Silveira - guitare
- Antonio Moniz - basse
- Jorge Pereira - batterie

## Discographie
- 1970 : Quarteto 1111
- 1973 : Bruma Azul do desejado
- 1974 : Onde, quando, como, porque cantamos ?